# Рудовець
Рудовець (рос. Рудовец) — гірська річка в Україні, у Богородчанському й Калуському районах Івано-Франківської області у Галичині. Ліва притока Лукви, (басейн Дністра).

## Опис
Довжина річки приблизно 10,88 км, найкоротша відстань між витоком і гирлом — 9,66  км, коефіцієнт звивистості річки — 1,13 .

## Розташування
Бере початок на північно-західних схилах гори Космичара (756,8 м). Тече переважно на північний схід через мішаний ліс і у південно-західній частині села Грабівка впадає у річку Лукву, праву притоку Дністра.

## Цікавий факт
- Річку перетинає автошлях Т 0902[2].